# Inspektorat Systemów Informacyjnych
Inspektorat Systemów Informacyjnych (ISI) – jednostka organizacyjna podległa Ministrowi Obrony Narodowej, bezpośrednio podporządkowana dyrektorowi generalnemu Ministerstwa Obrony Narodowej; istniejąca w latach 2013-2017, w 2018 przeformowana w Inspektorat Informatyki (I2). I2 rozformowano w 2019, a jego jednostki przekazano do Narodowego Centrum Bezpieczeństwa Cyberprzestrzeni.

## Historia
Podstawą działalności Inspektoratu była decyzja nr 212/MON Ministra Obrony Narodowej z dnia 24 lipca 2013 r. w sprawie sformowania Inspektoratu Systemów Informacyjnych oraz rozformowania Departamentu Informatyki i Telekomunikacji. Inspektorat był prawnym następcą Departamentu Informatyki i Telekomunikacji MON (2007-2013). Inspektorat rozpoczął swoją działalność 1 października 2013.
Decyzjami Ministra ON: Nr 202/MON z dnia 15 grudnia 2017 r. oraz Nr 1/Org./ISI z dnia 31 sierpnia 2017 r. ISI przeformowano w Inspektorat Informatyki (I2) z dniem 1 stycznia 2018 r.
Na mocy Decyzji nr Z-1/NCBC Ministra Obrony Narodowej z dniem 30.06.2019 r. Inspektorat Informatyki został rozformowany, a przeformowaniu uległo Narodowe Centrum Bezpieczeństwa Cyberprzestrzeni (NCBC). Dotychczasowe zadania, wraz z podległymi pod Inspektorat jednostkami, zostały przekazane NCBC.

## Zadania
Głównym przedsięwzięciem jednostki jest informatyzacja resortu obrony narodowej poprzez organizację i kierowanie procesami planowania, dostarczania, wsparcia eksploatacji, użytkowania systemów teleinformatycznych oraz wsparcie dowodzenia. Odpowiada za system zarządzania bezpieczeństwem teleinformatycznym w cyberprzestrzeni pozostającej w kompetencji Ministra Obrony Narodowej. Uczestniczy oraz wykonuje zadania planowania i organizacji systemu dowodzenia w czasie pokoju, kryzysu i wojny.

## Insygnia

Inspektorat Systemów Informacyjnych (2013-2017)
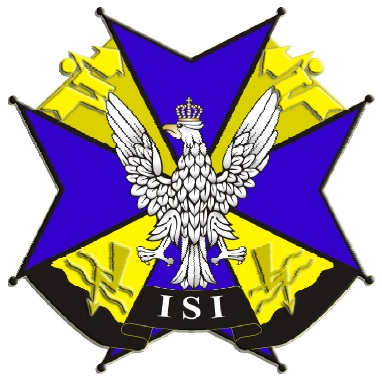
Odznaka pamiątkowa (2016)
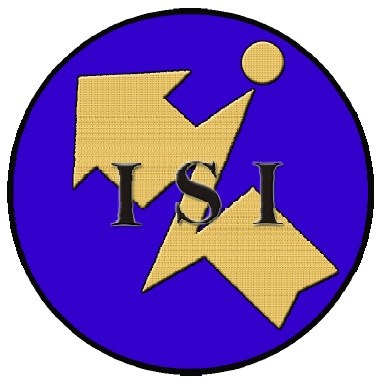
Oznaka rozpoznawcza na mundur wyjściowy (2016)
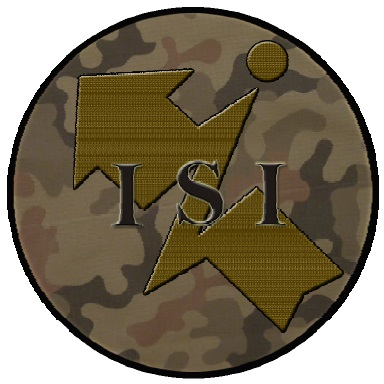
Oznaka rozpoznawcza na mundur polowy (2016)

Inspektorat Informatyki (2018-2019)
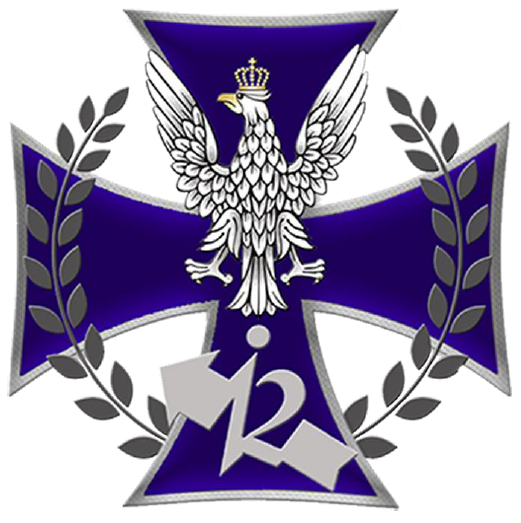
Odznaka pamiątkowa (2019)
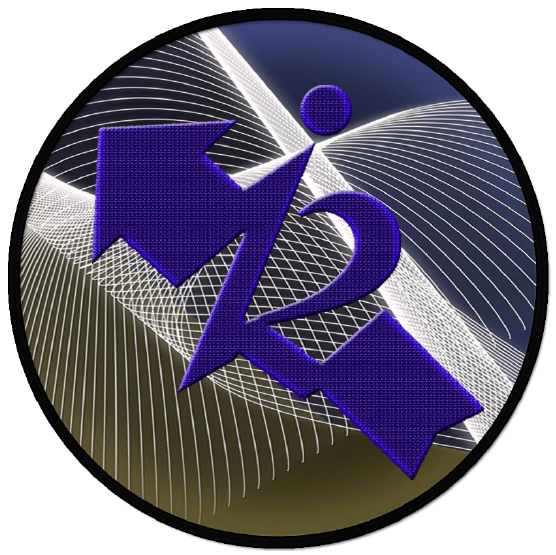
Oznaka rozpoznawcza na mundur wyjściowy (2019)
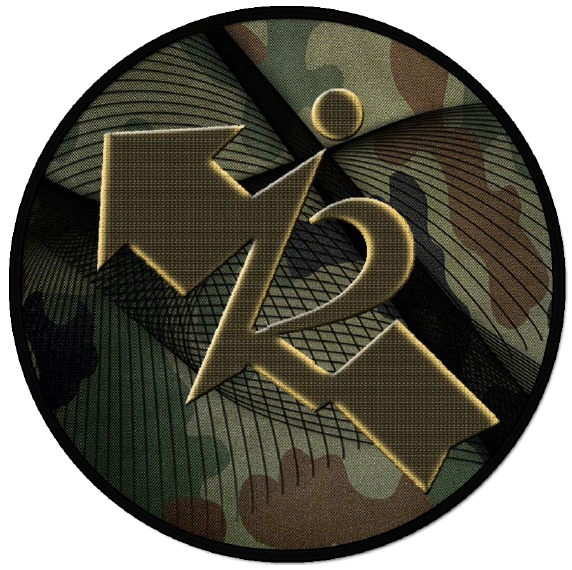
Oznaka rozpoznawcza na mundur polowy (2019)

## Struktura
Komórki wewnętrzne
- Kierownictwo
- Szefostwo Sieci Teleinformatycznych
  - Oddział Sieci Telekomunikacyjnych
  - Oddział Sieci Informatycznych
- Szefostwo Informatycznych Systemów Zarządzania
  - Oddział Informatycznych Systemów Zarządzania Zasobami Logistycznymi i Kadrowymi
  - Oddział Informatycznych Systemów Wsparcia Bieżącego
  - Oddział Informatycznych Systemów Zarządzania Zasobami Finansowymi
- Szefostwo Informatycznych Systemów Wsparcia Dowodzenia Sił Zbrojnych
  - Oddział Informatycznych Systemów Rodzajów Wojsk
  - Oddział Informatycznych Systemów Rodzajów Sił Zbrojnych
- Oddział Bezpieczeństwa Cyberprzestrzeni i Ochrony Informacji Niejawnych
  - Kancelaria Tajna
- Oddział Rzeczowo-Finansowy
- Oddział Koordynacyjny
  - Wydział Personalny
  - Wydział Działalności Bieżącej
  - Wydział Gotowości Bojowej i Szkolenia

Instytucje podległe
- Resortowe Centrum Zarządzania Sieciami i Usługami Teleinformatycznymi
- Resortowe Centrum Zarządzania Projektami Informatycznymi
- Wojskowe Biuro Zarządzania Częstotliwościami
- Zespół Zarządzania Wsparciem Teleinformatycznym w Bydgoszczy
- Zespół Zarządzania Wsparciem Teleinformatycznym we Wrocławiu
- Zespół Zarządzania Wsparciem Teleinformatycznym w Warszawie
- Zespół Zarządzania Wsparciem Teleinformatycznym w Krakowie
- Zespół Zarządzania Wsparciem Teleinformatycznym w Gdyni

## Szefowie
- dr inż. Romuald Hoffmann (2013–2016)[10]
- cz.p.o. płk Tomasz Żyto (2016–2017)[11]
- Paweł Dziuba (2017)